# IC 3212
IC 3212 ist eine Spiralgalaxie vom Hubble-Typ Sc im Sternbild Coma Berenices am Nordsternhimmel. Sie ist schätzungsweise 340 Millionen Lichtjahre von der Milchstraße entfernt und hat einen Durchmesser von etwa 50.000 Lichtjahren.
Im selben Himmelsareal befinden sich u. a. die Galaxien NGC 4295, IC 3210, IC 3234, IC 3237.
Das Objekt wurde am 23. März 1903 von Max Wolf entdeckt.